# Balneario San Cayetano
Balneario San Cayetano is een plaats in het Argentijnse bestuurlijke gebied San Cayetano in de provincie Buenos Aires. De plaats telt 28 inwoners.